# Елеонора
Елеонора — жіноче особове ім'я. Інші форми — Леонора, Аліенора.
Ім'я Елеонора єврейське, католицьке, грецьке. Інші форми імені Елеонора: Елінор, Елеанор, Ленор, Леонор, Аліенора, Еллінор, Еллінур, Елінур, Еленоура, Енор. Коротка форма імені Елеонора. Еля, Ела, Елла, Елюша, Леля, Лена, Леся, Лека, Лора, Нора, Лера, Ляля, Еліс, Еллі, Елеон, Леор, Ліора, Лео, Ноно, Норина, Норетта, Норіка, Лорі, Елліка, Ейлі.
Ім'я Елеонора має кілька версій походження. За першою версією, ім'я Елеонора давньогрецького походження, утворене від слова «елеос», що означає «милість», «співчуття», тому ім'я перекладають як «милосердна», «співчутлива».
За іншою версією, ім'я Елеонора — це видозмінений варіант вимови з старофранцузскої мови імені Аліенора, яке складається з двох частин «ali» («інший, чужий») і «nor» (заперечення чогось). Тому ім'я Елеонора також можна перевести як «нечужа», у значенні «своя».
Зменшувально-пестливі звертання до Елеонори — Нора, Елла, Лера, Лора, Лола, Лена, Леля, Лео, Ляля, Ліора, Еліс.
Ім'я Елеонора носили багато аристократок періоду Середньовіччя. В українській мові ім'я з'явилося як запозичене з італійської мови після Жовтневої революції, коли йшла хвиля масових запозичень імен із західноєвропейських мов.

## Відомі носійки

### Шляхта
- Елеонора Нормандська (бл. 1012—1071) — нормандська аристократка.
- Елеонора Австрійська
- Елеонора Аквітанська (1124–1204)
- Елеонора Арагонська (королева Кіпру) (1333—1417)
- Елеонора Арборейська
- Елеонора Ґонзаґа-Невер
- Елеонора Ланкастерська
- Елеонора Медічі
- Елеонора Плантагенет
- Елеонора Плантагенет (королева Кастилії) (1162–1214)
- Елеонора Прусська (1583–1607)
- Елеонора Толедська (1522–1562)
- Елеонора I (графиня Понтьє) (1241–1290)
- Елеонора I (королева Наварри) (1426–1479)
- Елеонора (3-тя графиня Альбукерке)
- Леонора Авіська — королева Португалії.
- Леонора Арагонська (королева Кастилії) (1358—1382)
- Леонора Арагонська (королева Португалії) (1402—1449)
- Леонора Португальська — імператриця Священної Римської імперії.
- Леонора Телеш — королева Португалії (1372—1384).
- Ядвіґа Елеонора Гольштейн-Готторпська (1636–1715)

### Інші
- Елеонора Рузвельт — американська суспільна діячка, перша леді Америки, дружина президента США Франкліна Делано Рузвельта
- Елеонор Портер — американська письменниця. Насамперед відома як авторка дитячих романів «Полліанна» та «Полліанна виростає».